# Бутенко, Борис Иванович
Борис Иванович Бутенко (9 мая 1923, Екатеринослав — 26 ноября 1999) — советский боксёр и дискобол, бронзовый призёр чемпионатов СССР по лёгкой атлетике, участник летних Олимпийских игр 1952 года в Хельсинки. Мастер спорта СССР по лёгкой атлетике. Тренер.

## Биография
Участник Великой Отечественной войны. Был награждён орденом Отечественной войны I степени.
Занимался боксом, был спарринг-партнером известных советских боксёров. Затем перешёл в лёгкую атлетику. Четырежды становился бронзовым призёром чемпионатов СССР в метании диска. На Олимпиаде в Хельсинки занял 11-е место с результатом 48,15 м.
Работал преподавателем кафедры лёгкой атлетики ГЦОЛИФКа. Был заместителем директора по учёбной работе. В 1962 году стал кандидатом педагогических наук. В 1967 году издал пособие «Специализированная тренировка боксёра».
Похоронен на Введенском кладбище (6 уч.).

## Выступления на чемпионатах СССР
- Чемпионат СССР по лёгкой атлетике 1948 года:
  - Метание диска —  (45,33);
- Чемпионат СССР по лёгкой атлетике 1952 года:
  - Метание диска —  (48,82);
- Чемпионат СССР по лёгкой атлетике 1953 года:
  - Метание диска —  (49,44);
- Чемпионат СССР по лёгкой атлетике 1954 года:
  - Метание диска —  (50,20);